# الدريجة (المسيمير)

تعديل مصدري - تعديل

الدريجـة هي إحدى قرى عزلة المسيمير بمديرية المسيمير التابعة لمحافظة لحج، بلغ تعداد سكانها 288 نسمة حسب تعداد اليمن لعام 2004.